# Брендан Мюррей
Брендан Мюррей (англ. Brendan Murray; 16 листопада 1996) — ірландський співак, колишній учасник ірландського поп-гурту «Hometown». Як сольний виконавець представляв Ірландію на Євробаченні 2017 в Києві, Україна. Виступив у другому півфіналі Євробачення, 11 травня, але до фіналу не пройшов.

## Біографія

### Перші роки
Брендан Мюррей народився 16 листопада 1996 року в місті Голвей в Ірландії. Має трьох братів і сестру. Під час навчання в коледжі спочатку виступав на місцевій музичній сцені коледжу, а потім почав разом з місцевим музичним гуртом брати участь у різноманітних заходах міста Галвей. Саме співати юнак почав у 13 років, а грати на гітарі — в 14. У 15 років став виконувати пісні на вулицях, що продовжувалося протягом двох років. За словами Брендана, це надало йому впевненості і навчило взаємодії з публікою.

### «Hometown»
2014 року став учасником ірландського поп-гурту «Hometown», продюсером якого був Луіс Волш. З цим гуртом співак випустив пісню «Where I Belong», яка зайняла першу сходинку в ірландському національному чарті, а в листопаді 2015 року — дебютний альбом гурту «HomeTown», який опинився на четвертій сходинці ірландського музичного чарту. 2016 року було оголошено, що гурт не існуватиме далі через те, що його учасники бажають почати власні музичні кар'єри.

### Пісенний конкурс Євробачення 2017
16 грудня 2016 року ірландська газета «Irish Daily Mail» опублікувала статтю про те, що обрати майбутнього представника Ірландії на Євробаченні 2017 в Києві було доручено відомому продюсеру Луісу Волшу. Наступного дня, під час шоу «The Late Late Show», він оголосив, що представляти Ірландію на Євробаченні 2017 в Україні буде колишній учасник його гурту «HomeTown» Брендан Мюррей. За словами продюсера, він робитиме все можливе, аби знайти гідну конкурсну пісню для співака.